# Auxerrois Blanc

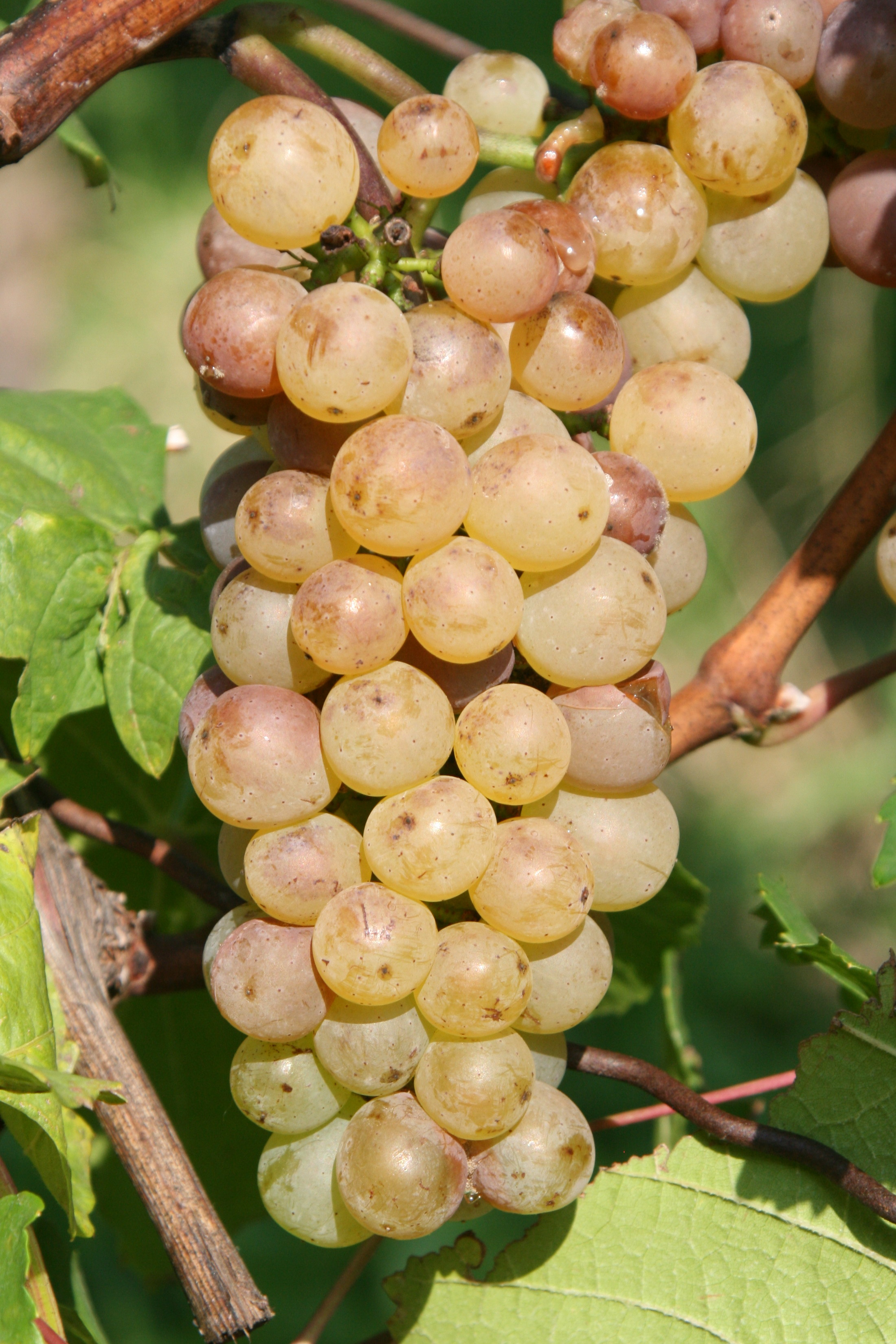
Auxerrois blanc

Auxerrois blanc is een witte Franse druivensoort, gekruist uit de pinot en heunisch weiss. De naam auxerrois wordt ook gebruikt voor de blauwe druivensoort côt of malbec, waarmee men deze druif echter niet moet verwarren. De naam auxerrois is vermoedelijk afkomstig uit het Franse graafschap Auxerre.
Vooral in de Elzas wordt de druif aangeplant als een van de belangrijkste voor de crémant d’Alsace. In Luxemburg wordt zij ook veel aangeplant; in Duitsland in mindere mate.
Nieuwe wijnlanden hebben haar ook al ontdekt en ze is te vinden in Canada, Zuid-Afrika en Nederland. Ook in België wordt de druif geplant.

## Synoniemen[1]
- Aucerot
- Aukseroa blan
- Auxera
- Auxerrois bijeli
- Auxerrois blanc
- Auxerrois blanc de Laquenexy
- Auxerrois blanc von Laquenezy
- Auxerrois de Laquenexy
- Auxerrois gris

- Auxois
- Auzerrois blanc
- Blanc de Kienzheim
- Ericey de la Montee
- Oinot auxerois
- Okseroa
- Pinot auxerois
- Pinot auxerrois
- Weisser Auxerrois